# Powiat Takeno (Fukuoka)
Powiat Takeno (jap. 竹野郡 Takeno-gun) – dawny powiat w Japonii, w prefekturze Fukuoka.

## Historia[1]

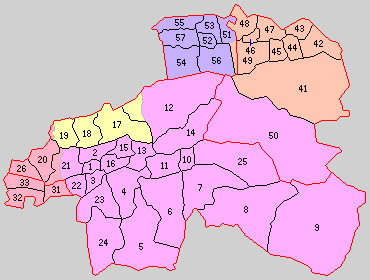
Powiat Takeno (51–57 – 1889 r.)

W pierwszym roku okresu Meiji na terenie powiatu znajdowała się 1 miejscowość i 88 wiosek.
Powiat został założony 1 listopada 1878 roku. 1 kwietnia 1889 roku powiat został podzielony na 1 miejscowość Tanushimaru oraz 6 wiosek: Funagoshi, Mizuwake, Takeno, Shibakari, Mizunawa i 川会村.
1 kwietnia 1896 roku powiat Takeno został włączony w teren nowo powstałego powiatu Ukiha. W wyniku tego połączenia powiat został rozwiązany.